# Aporophyla mioleuca
Aporophyla mioleuca är en fjärilsart som beskrevs av Treitschke 1835. Aporophyla mioleuca ingår i släktet Aporophyla och familjen nattflyn. Inga underarter finns listade i Catalogue of Life.